# Tallium-hidrid
A tallium-hidrid (szisztematikus neve tallán és tallium-trihidrid) egy szervetlen vegyület, kémiai képlete TlH3. Nagyobb mennyiségben még nem sikerült előállítani, ezért tulajdonságai nagyrészt ismeretlenek. Elsősorban tudományos célokra állítják elő.
A tallium-hidrid a legegyszerűbb tallán. A tallium a legnehezebb stabil földfém. A földfém-hidridek stabilitása a periódusos rendszerben lefelé csökken. Ezt általában a fém vegyérték atompályák és a hidrogén 1s atompályája közti gyenge átfedésnek tulajdonítják. Ezidáig csak mátrixizolációs kísérletekben sikerült megfigyelni. Elő lehet állítani hidrogéngáz lézeres ablációjával tallium jelenlétében. Számítások szerint a tallium és az indium-hidridek stabilitása hasonló. Tallium-hidrid komplexet máig nem sikerült izolálni.

## Története
Először Lester Andrews amerikai kémikus állította elő 2004-ben. A reakció sorrendje: először atomizálta a talliumot, majd kriogén hőmérsékletre hűtötte hidrogénnel keverve, végül rövidhullámú ultraibolya sugárzásnak tette ki.

## Fordítás
Ez a szócikk részben vagy egészben  a   Thallium hydride című angol Wikipédia-szócikk ezen változatának fordításán alapul.  Az eredeti cikk szerkesztőit annak laptörténete sorolja fel. Ez a jelzés csupán a megfogalmazás eredetét és a szerzői jogokat jelzi, nem szolgál a cikkben szereplő információk forrásmegjelöléseként.